# Chancelade
Chancelade település Franciaországban, Dordogne megyében. Lakosainak száma 4442 fő (2022. január 1.). Chancelade Château-l’Évêque, Annesse-et-Beaulieu, La Chapelle-Gonaguet, Marsac-sur-l’Isle és Périgueux községekkel határos.

## Népesség
A település népességének változása:
| Lakosok száma | 2002 | 3297 | 3718 | 4126 | 4293 | 4298 | 4262 | 4378 | 4419 | 4442 |
|               | 1968 | 1982 | 1990 | 2006 | 2013 | 2015 | 2017 | 2019 | 2020 | 2022 |